# Placówka Straży Granicznej w Sejnach

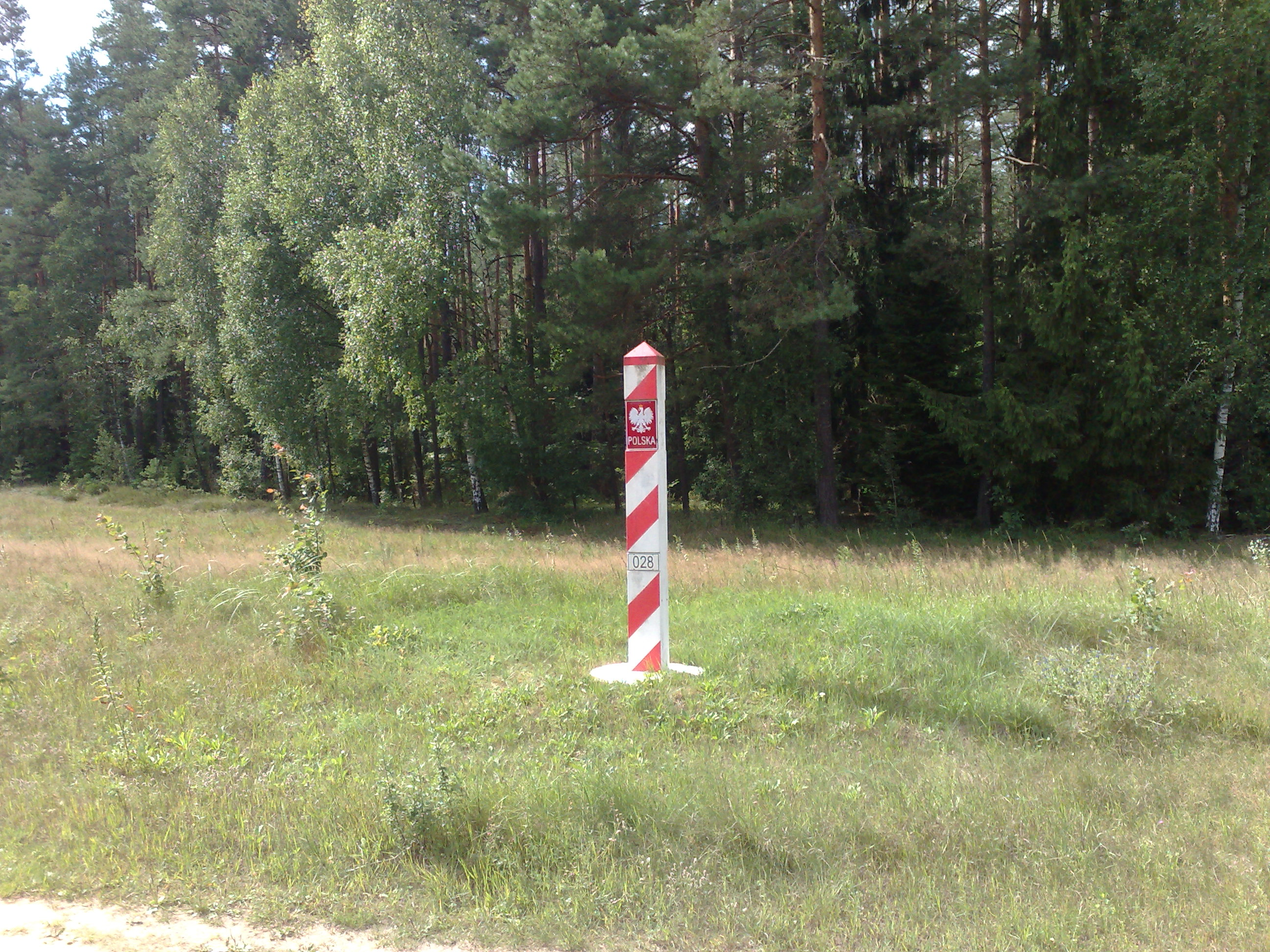
Granica polsko-litewska, polski znak graniczny nr 028 (sierpień 2011)

Placówka Straży Granicznej w Sejnach – graniczna jednostka organizacyjna Straży Granicznej realizująca zadania w ochronie granicy państwowej na granicy wewnętrznej Unii Europejskiej z Republiką Litewską.

## Formowanie i zmiany organizacyjne
Placówka Straży Granicznej w Sejnach (PSG w Sejnach) z siedzibą w miejscowości Sejny, została powołana 1 stycznia 2009 zarządzeniem Komendanta Głównego Straży Granicznej, w strukturach Podlaskiego Oddziału Straży Granicznej, na bazie istniejącego już obiektu SG przy ulicy Łąkowej 5, po rozformowanej 31 grudnia 2008 Placówce Straży Granicznej w Ogrodnikach.

## Terytorialny zasięg działania
Stan z 2 grudnia 2016
Obszar działania Placówki Straży Granicznej w Sejnach obejmował:
- Od znaku granicznego nr 129 do znaku gran. Marycha[c].
- Linia rozgraniczenia z:

1. Placówką Straży Granicznej w Rutce-Tartak: włączony znak gran. nr 129, dalej granicą gmin Szypliszki oraz Puńsk i Krasnopol.
2. Placówką Straży Granicznej w Płaskiej: wyłączony znak gran. Marycha, dalej w linii prostej do punktu wysokościowego 124,4 (wyłączony), dalej drogą leśną biegnącą do Stanowisko (ok. 1200 m) do skrzyżowania z drogą leśną biegnącą z Okółek do Frącki, dalej w linii prostej do punktu wysokościowego 118,4 (wyłączony) i dalej granicą gmin Giby i Płaska w kierunku granicy gmin Płaska i Nowinka.

Stan z 1 sierpnia 2011
Placówka Straży Granicznej w Sejnach ochrania odcinek granicy państwowej o długości 63,79 km.
Obszar działania obejmował:
- Od znaku granicznego nr 129 do znaku granicznego nr 1789.
- Linia rozgraniczenia z:

1. Placówką Straży Granicznej w Rutce-Tartak: włącznie znak graniczny nr 129, dalej granicą gmin Szypliszki oraz Puńsk i Krasnopol.
2. Placówką Straży Granicznej w Płaskiej: wyłącznie znak graniczny nr 1789, dalej prostopadle do drogi leśnej biegnącej od linii granicy państwowej do miejscowości Stanowisko, dalej tą drogą do (wyłącznie) punktu wysokościowego nr 128,9 w rejonie leśniczówki Szlamy, (wyłącznie) punktu wysokościowego nr 130,6 wyłącznie Okółek, do punktu wysokościowego nr 125,0 dalej do rzeki Czarna Hańcza i dalej granicą gmin Giby oraz Płaska.

## Placówki sąsiednie
- Placówka SG w Rutce-Tartak ⇔ Placówka SG w Płaskiej – 1.08.2011[d].

## Komendanci placówki
- mjr SG/ppłk SG Kazimierz Kozicki[4] (1.01.2009–25.02.201)1[2]
- mjr SG Jarosław Oborski (26.02.2011–24.02.2012)[2]
- kpt. SG Michał Łangowski (25.02.2012–28.02.2013)[2]
- mjr SG Waldemar Pojawis (1.03.2013–3.11.2015[5])
- mjr SG Piotr Koprowski (4.11.2015[5]–4.09.2016)
- kpt. SG Krzysztof Wojciechowski p.o. (5.09.2016–15.12.2016)
- ppłk SG Sławomir Modzelewski[6] (16.12.2016–30.11.2024)
- ppłk SG Wojciech Bartoszewicz p.o. (1.12.2024–24.02.2025)
- mjr SG Dariusz Kalinowski p.o. (25.02.2025–obecnie[1]).